# Zostaw ją niebiosom
Zostaw ją niebiosom (ang Leave Her to Heaven) – amerykański film z 1945 roku w reżyserii Johna M. Stahla. Film w 1946 roku otrzymał cztery nominacje do Oscara, ostatecznie zdobył jedną statuetkę.

## Obsada
- Gene Tierney jako Ellen Berent Harland
- Cornel Wilde jako Richard Harland
- Jeanne Crain jako Ruth Berent
- Vincent Price jako Russell Quinton
- Mary Philips jako pani Berent
- Ray Collins jako Glen Robie
- Gene Lockhart jako doktor Saunders
- Reed Hadley jako doktor Mason
- Darryl Hickman jako Danny Harland
- Chill Wills jako Leick Thome
- Olive Blakeney jako pani Louise Robie (niewymieniona w czołówce)
- James Farley jako maszynista (niewymieniony w czołówce)
- Grant Mitchell jako Carlson (niewymieniony w czołówce)
- Earl Schenck jako Norton (niewymieniony w czołówce)
- Addison Richards jako Bedford (niewymieniony w czołówce)
- Mae Marsh jako rybaczka (niewymieniona w czołówce)